# Espérance-François Bulayumi
Espérance-François Ngayibata Bulayumi (né à Kinshasa, 12 novembre 1959) est un écrivain autrichien-congolais.

## Biographie
Il étudie les beaux-arts à Kinshasa et la philosophie à l'université de Vienne (1983-1988), où il obtient son doctorat et travaille plus tard comme professeur. Il aussi étudie la théologie à Lausanne. Son œuvre la plus emblématique est Mosuni, qui parle de l'identité congolaise et de sa rencontre avec la culture européenne et inclut du roman, de la poésie ou des histoires populaires.

## Œuvre
- Das Beichten eines Afro-Wieners 2012
- Ebembe ya Thomson, 2011
- Dealer wider Willen? Wege afrikanischer Migrantinnen und Migranten nach / in Österreich, 2009
- Mosuni, 2006
- LISAPO: Ein Tor zu afrikanischen Märchen, 2002
- Sterbebegleitung als Lebensbegleitung: Eine imperative ethische Notwendigkeit, 2001
- Congo 2000 : Fin du temps ou nouvelle naissance?, 2000
- Esakoli.Großvater erzählt: Geschichten und Fabeln aus dem Kongo, 1999